# Kerktoren van Nijemirdum
De kerktoren van Nijemirdum is een kerktoren in Nijemirdum in de Nederlandse provincie Friesland.

## Beschrijving
De kerktoren (tweede helft 14e eeuw) werd rond 1500 verhoogd. De middeleeuwse kerk werd in de 18e eeuw gesloopt. In de laatgotische toren van drie geledingen met tentdak hangt een door Petit & Fritsen gegoten klok (1960). Dit is een replica van een klok (1541) van klokkengieter Jacob Waghevens. De in 1974 gerestaureerde toren is een rijksmonument.